# 莫尔特梅尔 (瓦兹省)
莫尔特梅尔（法語：Mortemer）是法国瓦兹省的一个市镇，位于该省北部偏东，属于贡比涅区。

## 地理
莫尔特梅尔（49°34'14"N, 2°40'34"E）面积6.56 平方千米，位于法国上法蘭西大區瓦兹省，该省份为法国北部内陆省份，北起索姆省，西接厄尔省和滨海塞纳省，南至塞纳-马恩省和瓦兹河谷省，东临埃纳省。
与莫尔特梅尔接壤的市镇（或旧市镇、城区）包括：库尔塞勒埃帕耶勒、屈维伊、安维莱尔、拉托勒、梅里拉巴塔耶、奥尔维莱索雷勒、罗洛。
莫尔特梅尔的时区为UTC+01:00、UTC+02:00（夏令时）。

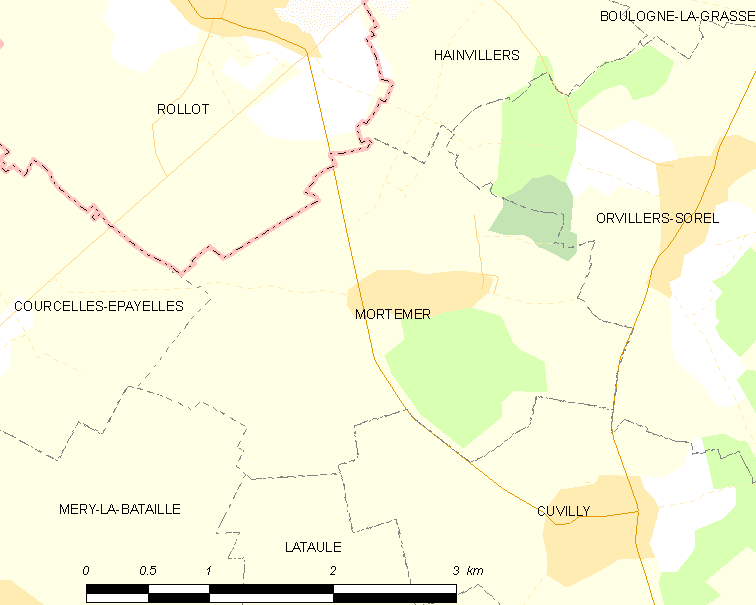
莫尔特梅尔的OSM定位图

## 行政
莫尔特梅尔的邮政编码为60490，INSEE市镇编码为60434。

## 政治
莫尔特梅尔所属的省级选区为埃斯特雷圣但尼县。

## 人口

1962-2008年间莫尔特梅尔人口变化图示

莫尔特梅尔于2022年1月1日时的人口数量为220人。